# Henrietta Leavittbrug
De Henrietta Leavittbrug is een vaste brug in Amsterdam, Watergraafsmeer.
De brug, voorheen bekend als de anonieme brug nummer 195 overspant de Ringvaart van de Watergraafsmeer ter hoogte van de scheidslijn van het tennispark van Tie-Breakers en het Flevopark, gelegen op de westoevers van het Nieuwe Diep. Ten noorden van de ringvaart ligt de Valentijnkade, ten zuiden uitsluitend een fietspad langs de ringvaart. 
In 1923/1924 werd hier al een houten brug neergelegd voor voetgangers en fietsers naar het toen net aangelegde sportterrein. De brug werd ontworpen door de Dienst der Publieke Werken, waarbij Piet Kramer het ontwerp zou hebben verzorgd. Aan de brug hing(-en) de kabel(s) van het GEB.De brug werd in 1973/1974 vernieuwd. De brug kreeg een op een vermoedelijke houten paalfundering een betonnen draagconstructie (landhoofden en brugpijlers).De overspanning is van houten balken met planken. Het rijdek is gesplitst in voet- en fietspad. Onder de brug kan alleen pleziervaart per kano of roeiboten plaatsvinden. 
De brug werd in 2016 vernoemd naar de Amerikaanse astronoom Henrietta Leavitt. De gemeente had in dat jaar een prijsvraag uitgeschreven voor naamgeving van anonieme bruggen, met de voorwaarde dat de tenaamstelling iets te maken had met de buurt waarin de brug ligt. In dit geval is dat het Amsterdam Science Park, dat ter plaatse ten zuiden van de Ringvaart gesitueerd is.

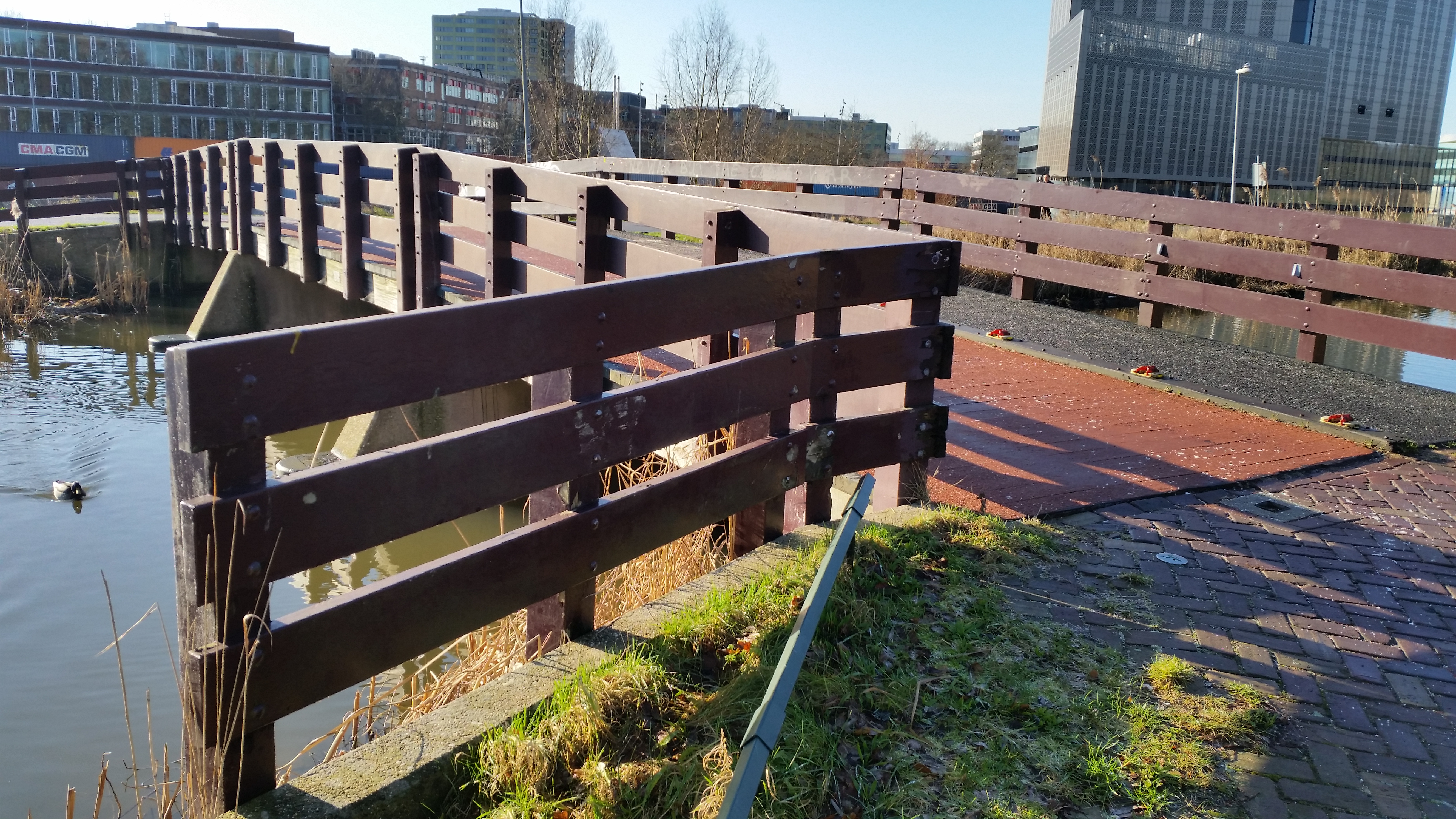
De brug gezien naar het Sciencepark (februari 2019)

<<< · 100 · 101 · 102 · 103 ·  105 · 106 · 107 · 108 · 109 ·  110 · 111 · 112 · 113 · 114 · 115 · 116 · 117 · 118 · 119 · 120 · 121 · 122 · 123 · 124 · 125 · 126 · 127 · 128 · 129 · 130 · 131 · 132 · 135 · 136 · 137 · 138 · 139 · 140 · 141 · 142 · 143 · 144 · 145 · 146 · 147 · 148 · 149 ·  150 · 151 · 152 · 155 · 156 · 159 · 160 · 161 · 162 · 163 · 164 · 165 · 166 · 167 · 168 · 169 ·  170 · 171 · 172 · 173 · 174 · 175 · 176 · 177 · 178 · 179 · 180 · 181 · 182 · 183 · 184 · 185 · 186 · 187 · 189 · 190 · 191 · 192 · 193 · 194 · 195 · 196 · 198 · 199 · >>>
Brugnummers 104, 133, 134, 153, 154, 157, 158, 188 en 197 zijn niet (meer) in gebruik.